# Sahajärvi (sjö i Salo, Egentliga Finland)
Sahajärvi är en sjö i kommunen Salo i landskapet Egentliga Finland i Finland. Sjön ligger 32 meter över havet. Arean är 61 hektar och strandlinjen är 8,73 kilometer lång. Sjön  ingår i Skärgårdshavets kustområde, Åland.   Den ligger omkring 44 kilometer sydöst om Åbo och omkring 110 kilometer väster om Helsingfors. 
I sjön finns ön Kaniholma. 